# Harry und sein Eimer voller Dinos
Harry und sein Eimer voller Dinos (Originaltitel: Harry and His Bucket Full of Dinosaurs) ist eine US-amerikanische–britisch-kanadische Zeichentrickserie, die zwischen 2005 und 2008 produziert wurde. Sie basiert auf der gleichnamigen Kinderbuch-Reihe von Ian Whybrow (Autor) und Adrian Reynolds (Illustrator).

## Handlung
Der fünfjährige Harry findet die sechs Dinosaurier Roary, Trike, Pterence, Patsy, Steggy und Sid auf dem Dachboden seiner Oma in einem Eimer. Diese sind stark angestaubt, da seine Oma das letzte Mal als Kind mit ihnen gespielt hat. Harry darf sie von nun an behalten und erlebt mit ihnen viele Abenteuer und freundet sich mit ihnen an. Harry lebt mit seiner Mama, Schwester Sam und Oma Nana unter einem Dach und ist sehr froh darüber, dass er als einziger Mann im Haus Unterstützung von den Dinos bekommt. Außerdem unternimmt er auch viel mit seiner besten Freundin Charlie.

## Produktion und Veröffentlichung
Die Serie wurde zwischen 2005 und 2008 von Bell Broadcast and New Media Fund, CCI Entertainment, Collingwood O’Hare Entertainment, Silver Fox Films, Teletoon Originals Productions und Cartoon Network Studios in amerikanisch-britisch-kanadischer Kooperation produziert. Dabei sind 2 Staffeln mit 52 Folgen entstanden.
Die deutsche Erstausstrahlung fand am 7. November 2005 auf dem Disney Channel statt und im Free-TV am 21. Januar 2006 auf Super RTL. Weitere Wiederholungen im deutschsprachigen Fernsehen erfolgten auf Playhouse Disney und ORF eins. 

### DVD-Veröffentlichung
Unter dem Label Black Hill Pictures (Sitz: Hamburg) wurden 40 Folgen der Serie auf DVD veröffentlicht:
| Titel                               | Inhalt der DVD | Sprachfassung     | Erscheinungsdatum |
| ----------------------------------- | -------------- | ----------------- | ----------------- |
| Harry und sein Eimer voller Dinos 1 | Folgen 1 – 5   | Deutsch, Englisch | 26.10.2007        |
| Harry und sein Eimer voller Dinos 2 | Folgen 6 – 10  | Deutsch, Englisch | 26.10.2007        |
| Harry und sein Eimer voller Dinos 3 | Folgen 11 – 15 | Deutsch, Englisch | 10.10.2008        |
| Harry und sein Eimer voller Dinos 4 | Folgen 16 – 20 | Deutsch, Englisch | 10.10.2008        |
| Harry und sein Eimer voller Dinos 5 | Folgen 21 – 25 | Deutsch, Englisch | 26.3.2010         |
| Harry und sein Eimer voller Dinos 6 | Folgen 26 – 30 | Deutsch, Englisch | 26.3.2010         |
| Harry und sein Eimer voller Dinos 7 | Folgen 31 – 35 | Deutsch, Englisch | 03.9.2010         |
| Harry und sein Eimer voller Dinos 8 | Folgen 36 – 40 | Deutsch, Englisch | 03.9.2010         |

## Synchronisation
Die deutsche Synchronfassung entstand unter der Regie von Jens Wawrczeck.
| Rolle             | Originalsprecher   | Deutscher Sprecher |
| ----------------- | ------------------ | ------------------ |
| Harry             | Andrew Chalmers    | unbekannt          |
| Sid / Mr. Bodine  | Juan Chioran       | unbekannt          |
| Patsy             | Stacey DePass      | unbekannt          |
| Mom / Chukoo Bird | Ellen-Ray Hennessy | unbekannt          |
| Sam               | Bryn McAuley       | unbekannt          |
| Trike             | Ron Rubin          | unbekannt          |
| Pterence          | Andrew Sabiston    | unbekannt          |
| Charles           | Amanda Soha        | unbekannt          |
| Taury             | Jamie Watson       | unbekannt          |
| Steggy            | Jonathan Wilson    | unbekannt          |

## Episodenliste

### Staffel 1
| Folge (gesamt) | Folge (Staffel) | deutscher Titel                               | deutsche Erstausstrahlung | Originaltitel                   |
| 1              | 01              | Aaaahh                                        | 07.11.2005                | Aagh                            |
| 2              | 02              | Überfällig                                    | 08.11.2005                | Overdue                         |
| 3              | 03              | Aber ich mag Matsch                           | 09.11.2005                | But I Like Mud                  |
| 4              | 04              | Oh, ein Kätzchen                              | 10.11.2005                | It’s a Kitty                    |
| 5              | 05              | Darf ich mitmachen?                           | 11.11.2005                | Can I Join?                     |
| 6              | 06              | Welche Unordnung?                             | 12.11.2005                | What a Mess                     |
| 7              | 07              | O-Oh                                          | 13.11.2005                | Uh Oh                           |
| 8              | 08              | Warum hört mir niemand zu?                    | 14.11.2005                | Nobody’s Listening to Me        |
| 9              | 09              | Ich wünschte …                                | 15.11.2005                | I Wish                          |
| 10             | 10              | Jo Ho Ho                                      | 16.11.2005                | Yo Ho Ho                        |
| 11             | 11              | Star Reporter                                 | 17.11.2005                | Harry As Reporter               |
| 12             | 12              | Was gibt’s zum Frühstück?                     | 18.11.2005                | What’s For Breakfast?           |
| 13             | 13              | Ich wünschte, der Regen würde aufhören        | 19.11.2005                | I Wish It Would Stop Raining    |
| 14             | 14              | Tor!                                          | 20.11.2005                | Goal!                           |
| 15             | 15              | Hatschi!                                      | 21.11.2005                | Achoo!                          |
| 16             | 16              | Super-Harry                                   | 22.11.2005                | Super Harry                     |
| 17             | 17              | Heute ist der Tag                             | 23.11.2005                | Today’s the Day                 |
| 18             | 18              | Du bist zu klein                              | 24.11.2005                | You’re Too Little               |
| 19             | 19              | Könnt ihr’s tropfen hören?                    | 25.11.2005                | Can You Hear a Drip?            |
| 20             | 20              | Wer sagt, meine Dinosaurier sind nicht cool?! | 26.11.2005                | Who Says Dinosaurs Aren’t Cool? |
| 21             | 21              | Ich kann meine Lieblings-Socke nicht finden!  | 27.11.2005                | I Can’t Find My Favourite Sock  |
| 22             | 22              | Ich verspreche es!                            | 28.11.2005                | I Promise                       |
| 23             | 23              | Abrakadabra!                                  | 29.11.2005                | Abracadabra                     |
| 24             | 24              | Ich gehe nicht!                               | 30.11.2005                | I’m Not Going                   |
| 25             | 25              | Ich zuerst!                                   | 01.12.2005                | Me First                        |
| 26             | 26              | Uhps!                                         | 02.12.2005                | Ooops                           |

### Staffel 2
| Folge (gesamt) | Folge (Staffel) | deutscher Titel                        | deutsche Erstausstrahlung | Originaltitel                |
| 27             | 01              | Welchen nehme ich?                     | 03.12.2005                | Who To Choose                |
| 28             | 02              | Origami                                | 04.12.2005                | Origami                      |
| 29             | 03              | Ich gewinne                            | 05.12.2005                | I Win                        |
| 30             | 04              | Das möchte ich alles machen!           | 06.12.2005                | Do Them All                  |
| 31             | 05              | Immer übermale ich den Rand!           | 07.12.2005                | I Keep Going Over The Edges  |
| 32             | 06              | Kekse!                                 | 08.12.2005                | Cookies                      |
| 33             | 07              | Darf ich’s behalten?                   | 09.12.2005                | Can I Keep It?               |
| 34             | 08              | Ich will nicht ins Bett gehen!         | 10.12.2005                | I Don’t Want to Go To Bed    |
| 35             | 09              | Schau, was ich gefunden habe           | 11.12.2005                | Look What I Found            |
| 36             | 10              | Ich kann dich immer noch nicht hören   | 12.12.2005                | I Still Can’t Hear You       |
| 37             | 11              | Ins Weltall                            | 13.12.2005                | To Outerspace                |
| 38             | 12              | Es lebe die Königin!                   | 14.12.2005                | Hail the Queen               |
| 39             | 13              | Steggy ist nicht da                    | 15.12.2005                | Steggy’s Not Here            |
| 40             | 14              | Nun wachs’ doch!                       | 16.12.2005                | Get Growing                  |
| 41             | 15              | Das ist Rock!                          | 17.12.2005                | Let’s Rock                   |
| 42             | 16              | Ich wünschte, ich wäre ein Baumeister! | 18.12.2005                | I Wish I Was a Builder       |
| 43             | 17              | Und wie geht es weiter?                | 19.12.2005                | What Happens Next?           |
| 44             | 18              | Zirkus                                 | 20.12.2005                | Circus                       |
| 45             | 19              | Wenn ich erwachsen bin                 | 21.12.2005                | When I Grow Up               |
| 46             | 20              | Wir haben Post                         | 22.12.2005                | The Mailman’s Here           |
| 47             | 21              | Ich kann Musik machen!                 | 23.12.2005                | I Can Play Music             |
| 48             | 22              | Hilfe!                                 | 26.12.2005                | Help                         |
| 49             | 23              | Es ist in Nana’s Zimmer                | 27.12.2005                | It’s In Nana’s Room          |
| 50             | 24              | Darf ich in meinem Zelt schlafen?      | 28.12.2005                | Can I Sleep in My Tent?      |
| 51             | 25              | Ich sehe …                             | 29.12.2005                | I Spy                        |
| 52             | 26              | Er besteht aus Käse!                   | 30.12.2005                | Is It Really Made of Cheese? |